# Грозде, Лойзе

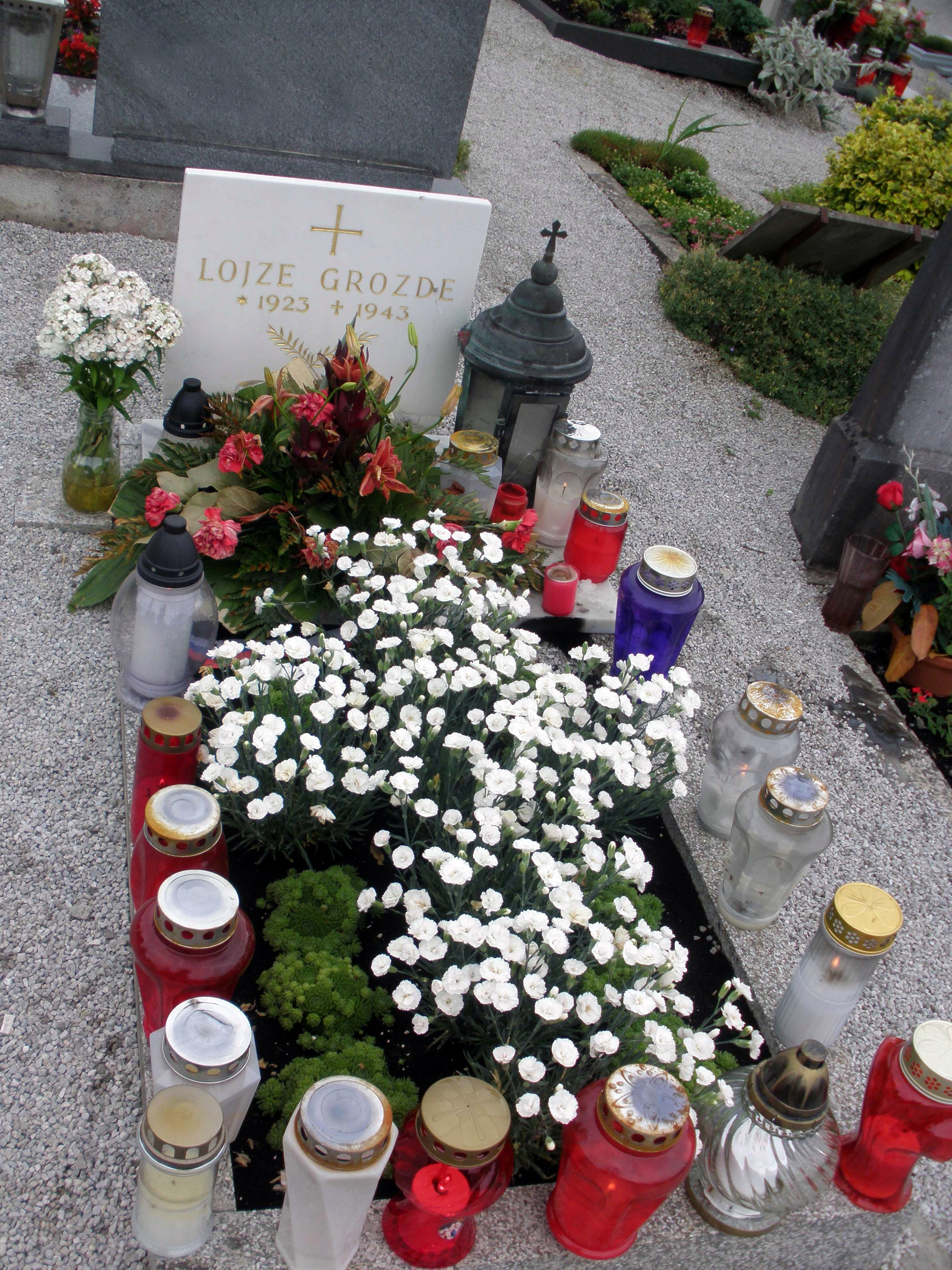
Могила Лоизе Грозде

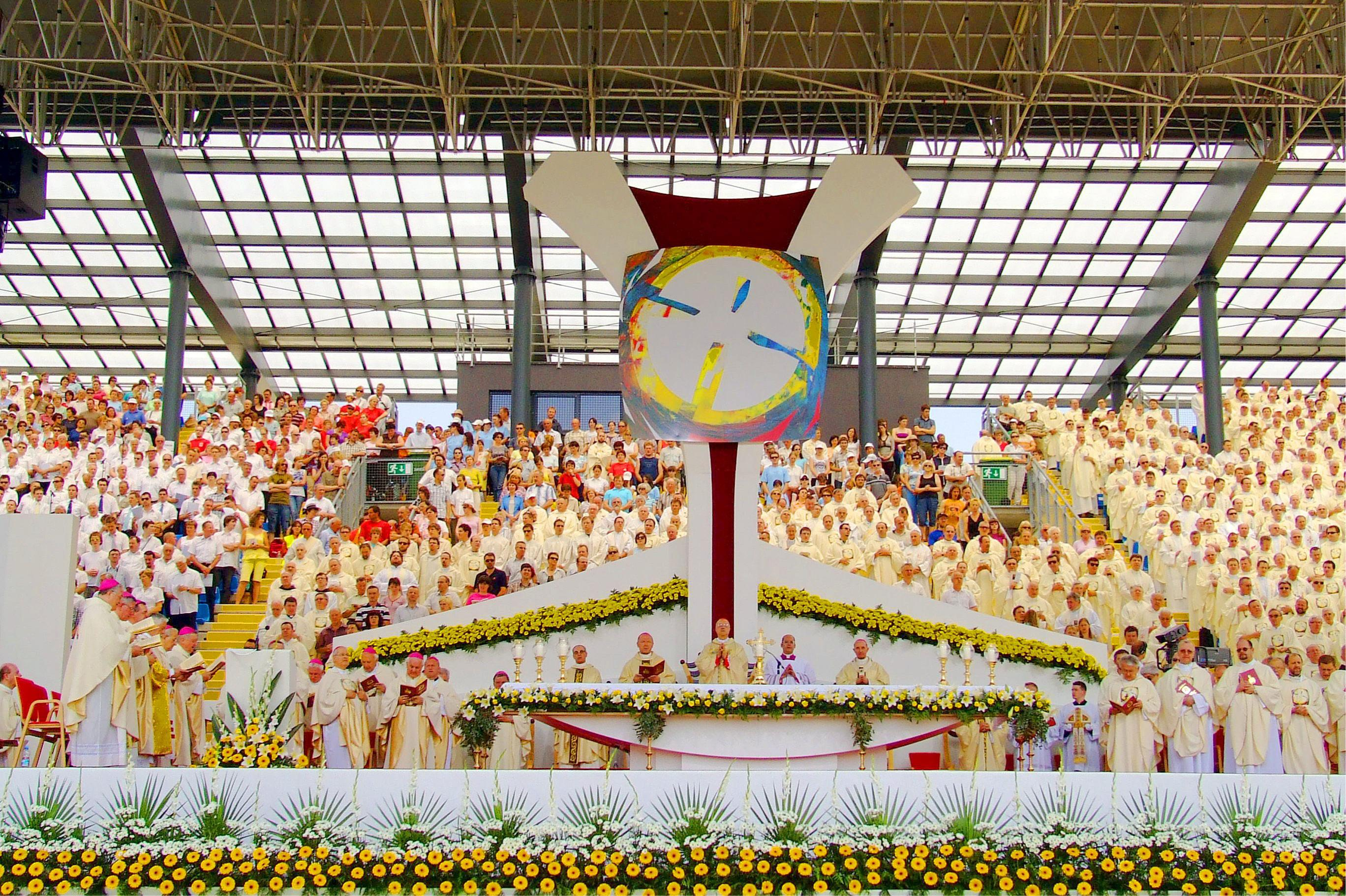
Во время беатификации Лоизе Грозде

Лойзе Грозде, другой вариант имени — Алоизий (словен. Lojze Grozde, 27 марта 1923 года, Згорние Водале, Королевство Сербов, Хорватов и Словенцев — 1 января 1943 года, Мирна, Словения) — католический блаженный, мученик.

## Биография
Лойзе Грозде родился 27 мая 1923 года около населённого пункта Водале в историческом районе Нижняя Крайна. Был незаконнорождённым ребёнком Франца Удовча и Марии Грозде.  В 1927 году они зарегистрировали свой брак. Отец не принял своего сына и отослал его к своей сестре. С раннего детства Лойзе Грозде проживал у своей родной тёти, которая занималась его воспитанием. Тётя устроила Лойзе Грозде на обучение в средней школе в Любляне, где она работала прислужницей. После он обучался в Любляне в Классической гимназии, где зарекомендовал себя прилежным учеником. Во время обучения в Классической гимназии занимался литературным творчеством. В это же время стал членом движения "Католическое действие" и конгрегации мариан и стал задумываться о своём будущем, решив стать католическим священником. 

## Мученичество

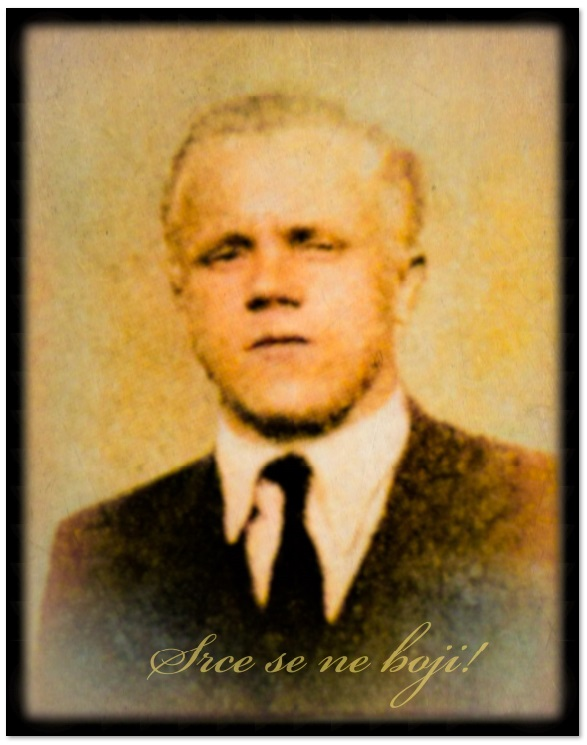
Лойзе Грозде

Во время летних каникул 1942 года из-за сложной политической обстановки Лойзе Грозде остался в интернате Классической гимназии. На Новый год он решил отправиться домой, чтобы посетить своих родственников. 1 января 1943 года он присутствовал на мессе в монастыре в Стичне, после чего отправился на поезде в Требне. Часть железнодорожной дороги была разобрана словенскими партизанами и поэтому Лойзе Грозде решил продолжить свой путь пешком в направление к городу Мирна. На этом пути он был схвачен партизанами, которые при обыске обнаружили у него сочинение латинский молитвенник, Фомы Кемпийского и буклет с информацией о Пресвятой Деве Фатимской. Партизанами подозревали в нём правительственного информатора. Его доставали в партизанский схрон, где он подвергся допросу и пыткам, после чего его убили.   
Тело мёртвого Лойзе Грозде было обнаружено 23 февраля 1943 года. Тело со следами пыток было перевезёно в ближайший населённый пункт Шентруперт, где было захоронено на местном кладбище.

## Прославление
В 2004 году в архиепархии Любляны начался беатификационный процесс . 27 марта 2010 года папа Римский Бенедикт XVI объявил о мученической смерти Лойзе Грозде. 13 июня 2010 года в Целе государственный секретарь Святого Престола кардинал Тарчизио Бертоне от имени Римского папы Бенедикта XVI объявил Лоизе Грозде блаженным.
День памяти в Католической церкви — 27 мая.